# Панамериканский чемпионат по дзюдо 2004
Панамериканский чемпионат по дзюдо 2004 года прошёл 5-6 июня на острове Маргарита (Венесуэла) под эгидой Панамериканского союза дзюдо. Чемпионат был 29-м по счёту. В неофициальном командном зачёте наиболее успешным было выступление дзюдоистов Бразилии, завоевавших 11 медалей: 6 золотых, 4 серебряных и 1 бронзовую.

## Медалисты

### Мужчины
| Категория            | Золото                                  | Серебро                     | Бронза                                                              |
| -------------------- | --------------------------------------- | --------------------------- | ------------------------------------------------------------------- |
| до 55 кг             | Роберт Гомес · Доминиканская Республика | Мариано Руссо · Аргентина   | Джонни Гуаца · Колумбия Даниэль Мартинес · Венесуэла                |
| до 60 кг             | Рейвер Алваренга · Венесуэла            | Гонсало Ибанес · Канада     | Модесто Лара · Доминиканская Республика Анджело Гомес · Куба        |
| до 66 кг             | Леонардо Кунья · Бразилия               | Йорданес Аренсибиа · Куба   | Джастин Флорес · США Мелвин Асеведо · Пуэрто-Рико                   |
| до 73 кг             | Джеймс Педро · США                      | Ричард Леон · Венесуэла     | Даниэль Люсенти · Аргентина Руберт Тексидор · Куба                  |
| до 81 кг             | Флавиу Канту · Бразилия                 | Габриэль Артеага · Куба     | Ариэль Сганга · Аргентина Альваро Пасейро · Уругвай                 |
| до 90 кг             | Карлос, Онорато · Бразилия              | Брайан Олсон · США          | Эдуардо Коста · Аргентина Йосван Деспайн · Куба                     |
| до 100 кг            | Орейдис Деспайне · Куба                 | Мариу Сабину · Бразилия     | Ради Фергюсон · США Андрес Лофорте · Аргентина                      |
| свыше 100 кг         | Леонель, Руис · Венесуэла               | Даниэль Эрнандес · Бразилия | Джоэл Брутус · Гаити Ригоберто Трухильо · Куба                      |
| Абсолютная категория | Карлос, Онорато · Бразилия              | Хуан Диас · Венесуэла       | Ригоберто Трухильо · Куба Франклин Перес · Доминиканская Республика |

### Женщины
| Категория            | Золото                       | Серебро                    | Бронза                                                             |
| -------------------- | ---------------------------- | -------------------------- | ------------------------------------------------------------------ |
| до 44 кг             | Джоанна Бризуэла · Венесуэла | Андреа Колласос · Колумбия | —                                                                  |
| до 48 кг             | Ямила Замбрано · Куба        | Даниэла Ползин · Бразилия  | Кэролин Лепаг · Канада Лиззет Ороско · Колумбия                    |
| до 52 кг             | Амарилис Савон · Куба        | Чарли Минкин · США         | Мария Гарсиа · Доминиканская Республика Флор Веласкес · Венесуэла  |
| до 57 кг             | Даниэль Зангардо · Бразилия  | Юрислейди Лупетей · Куба   | Ядинис Амарис · Колумбия Джессика Гарсиа · Пуэрто-Рико             |
| до 63 кг             | Ронда Руси · США             | Эрика Мораес · Бразилия    | Мари-Элен Чисхольм · Канада Одри Пуэлло · Доминиканская Республика |
| до 70 кг             | Анаиси Саррия · Куба         | Элизабет Копес · Аргентина | Кристина Яннецос · США Диана Чала · Эквадор                        |
| до 78 кг             | Эдинанси Силва · Бразилия    | Лорена Брисено · Аргентина | Яленнис Кастильо · Куба Кейви Пинто · Венесуэла                    |
| свыше 78 кг          | Джованна Бланко · Венесуэла  | Кармен Чала · Эквадор      | Присцила Маркес · Бразилия Ванесса Замботти · Мексика              |
| Абсолютная категория | Джованна Бланко · Венесуэла  | Кармен Чала · Эквадор      | Яленнис Кастильо · Куба Сараи Мендоса · Сальвадор                  |

## Медальный зачёт
*   Принимающая страна (Венесуэла)
| Место           | Страна                   | Золото | Серебро | Бронза | Всего |
| --------------- | ------------------------ | ------ | ------- | ------ | ----- |
| 1               | Бразилия                 | 6      | 4       | 1      | 11    |
| 2               | Венесуэла*               | 5      | 2       | 3      | 10    |
| 3               | Куба                     | 4      | 3       | 7      | 14    |
| 4               | США                      | 2      | 2       | 3      | 7     |
| 5               | Доминиканская Республика | 1      | 0       | 4      | 5     |
| 6               | Аргентина                | 0      | 3       | 4      | 7     |
| 7               | Эквадор                  | 0      | 2       | 1      | 3     |
| 8               | Колумбия                 | 0      | 1       | 3      | 4     |
| 9               | Канада                   | 0      | 1       | 2      | 3     |
| 10              | Пуэрто-Рико              | 0      | 0       | 2      | 2     |
| 11              | Гаити                    | 0      | 0       | 1      | 1     |
| 11              | Мексика                  | 0      | 0       | 1      | 1     |
| 11              | Сальвадор                | 0      | 0       | 1      | 1     |
| 11              | Уругвай                  | 0      | 0       | 1      | 1     |
| Всего стран: 14 | Всего стран: 14          | 18     | 18      | 34     | 70    |